# Appeville-Annebault
Appeville-Annebault is een gemeente in Frankrijk. De rivier de Risle komt door Appeville-Annebault. De gemeente telde 996 inwoners op 1 januari 2022.

## Geografie
De oppervlakte van Appeville-Annebault bedroeg op 1 januari 2022 13,35 vierkante kilometer; de bevolkingsdichtheid was toen 74,6 inwoners per km².

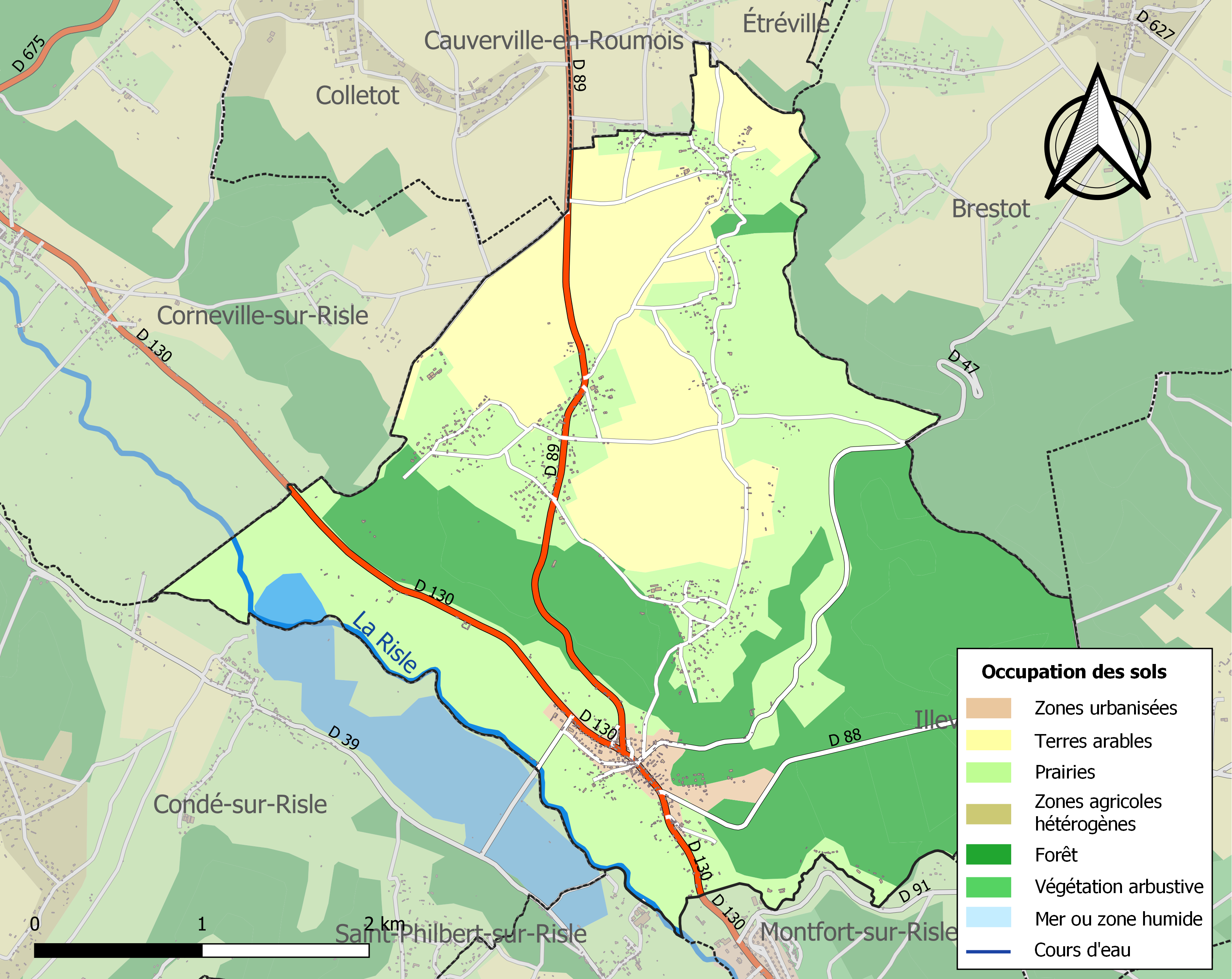
Kaart van de gemeente met belangrijkste infrastructuur, bodemgebruik en omliggende gemeenten

## Demografie
Onderstaande figuur toont het verloop van het inwonertal, bron: INSEE-tellingen. 

## Websites
- (fr)  Statistische informatie op de website van INSEE